# 過海隧道巴士986線
過海隧道巴士986線是香港一條過海巴士路線，由城巴營辦，由沙田圍單向開往西灣河，途經秦石邨、新翠邨、顯徑邨及隆亨邨後，取道青沙公路、西區海底隧道及中環灣仔繞道，往港島區之北角、鰂魚涌及太古城，只於星期一至五上午繁忙時間提供服務。此路線前身為途經大老山隧道及東區海底隧道的686線。

## 歷史
有關此路線前身686線的發展沿革，詳見條目過海隧道巴士686線。
由於686沿線途經的東區海底隧道及觀塘繞道，在繁忙時間經常塞車，導致乘客行車時間受到延誤。故此在《2022-23年沙田區巴士路線發展計劃》，建議686線大幅修改行車路線，遷往沙田圍，依原有走線相反方向駛離顯徑後，改經青沙公路及西區海底隧道，不經大老山隧道及東區海底隧道，並更改編號為986。
- 2022年10月3日：此路線投入服務。[3][4][5][6]
- 2023年11月27日：往西灣河方向增設紅梅谷路「新翠邨」站。[7]
- 2024年8月19日：取消下午回程服務，由新路線987線取代。[8]

## 服務時間及班次
- 星期一至五：
  - 沙田圍開：07:10、07:25、07:45、08:10

星期六、日及公眾假期不設服務

## 收費
全程：$18.4
- 西區海底隧道轉車站往西灣河：$12.2
- 琴行街往西灣河：$5.3

| - 本線設有12歲以下小童及65歲或以上長者半價優惠。 - 65歲或以上香港居民使用「樂悠咭」，以及12歲以下合資格殘疾兒童使用「殘疾人士身份」個人八達通繳付車資，均可享有每程$2.0或半價（以較低者為準）的票價優惠；12至64歲合資格殘疾人士使用「殘疾人士身份」個人八達通（包括「樂悠咭」），以及60至64歲香港居民使用「樂悠咭」繳付車資，均可享有每程$2.0或全費（以較低者為準）的票價優惠。 - 65歲或以上長者如使用長者或一般個人八達通繳付車資，則只可享有半價優惠；12至64歲合資格殘疾人士如不使用「殘疾人士身份」個人八達通，以及60至64歲人士如不使用「樂悠咭」繳付車資，必須繳付全費。 - 乘客可以現金或八達通於上車時付款，不設找續。 - 每位成人乘客可免費攜帶最多兩名4歲以下而不佔座位的兒童乘客乘車，超額之4歲以下小童必須繳付小童車費乘車。 - 九龍巴士、城巴及龍運巴士全職員工及家屬（不包括外判職員）可免費乘搭本路線，惟必須拍職員或職員家屬八達通。 - 乘客亦可使用AlipayHK「易乘碼」、支付寶、 WeChatHK／微信支付「搭車碼」、銀聯雲閃付「乘車碼」及BOC Pay「乘車碼」、具有感應式支付功能的VISA、Mastercard及銀聯卡，以及Apple Pay、Google Pay及Samsung Pay流動支付平台繳付車資。使用此支付方式的乘客可享有中途下車之分段收費，以及與其他城巴獨營路線或聯營線城巴班次之轉乘優惠，惟不適用於與非城巴路線之轉乘優惠。使用此支付方式的乘客亦不能享有「公共交通費用補貼計劃」及「長者及合資格殘疾人士公共交通票價優惠計劃」。 |

### 八達通轉乘計劃
乘客登上本線後指定時間內以同一張八達通卡轉乘以下路線，或登上以下路線後指定時間內以同一張八達通卡轉乘本線，次程可獲車資折扣優惠：

## 行車路線
經：崗背街、沙角街、大涌橋路、車公廟路、顯徑街、富健街、田心街、紅梅谷路、車公廟路、青沙公路（沙田嶺隧道、尖山隧道）、荔寶路、連翔道、西九龍公路、西區海底隧道、干諾道西天橋、林士街天橋、中環及灣仔繞道、東區走廊、糖水道、渣華道、英皇道、筲箕灣道、太康街、鯉景道及太安街。

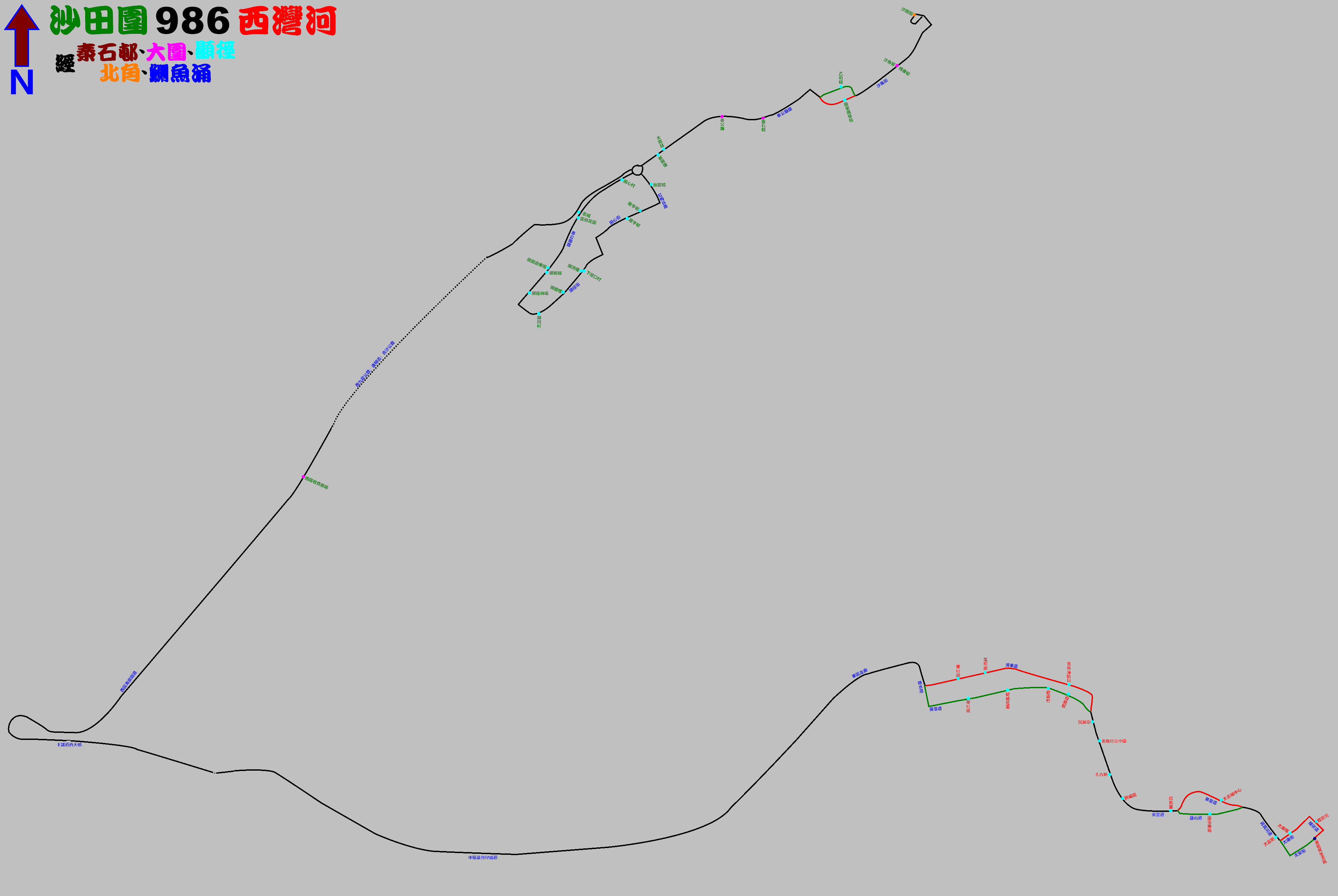
986線的走線圖

具體停站請參考資訊框。

## 外部連結
- 過海隧道巴士986線官方網站路線資料[]
- 681巴士總站－986線 （页面存档备份，存于）